# Narciarstwo alpejskie na Zimowych Światowych Wojskowych Igrzyskach Sportowych 2010 – slalom drużynowo mężczyzn
Slalom mężczyzn jedna z konkurencji rozgrywana w ramach narciarstwa alpejskiego na 1. Zimowych Światowych Wojskowych Igrzyskach Sportowych, odbyła się w dniu 23 marca 2010 na stokach ośrodka narciarskiego w miejscowości Pila położonego w regionie Dolina Aosty we Włoszech.

## Terminarz
| Data               | Godzina (UTC+01:00) | Wydarzenie          |
| ------------------ | ------------------- | ------------------- |
| 23 marca 2010(dts) | 9:30                | Finał – 1. przejazd |
| 23 marca 2010(dts) | 12:00               | Finał – 2. przejazd |

## Uczestnicy
Do zawodów zgłoszonych zostało 8 reprezentacji narodowych. Drużyna mogła liczyć czterech zawodników, czas trzech najlepszych był zaliczany dla zespołu po przeliczeniu na punkty. Austriacka, chińska i niemiecka drużyna zostały zdekompletowane i nie zostały sklasyfikowane ponieważ zawodnicy tych zespołów (min. trzech) nie ukończyło slalomu indywidualnie.
- Austria (4)
- Bośnia i Hercegowina (4)
- Chiny (4)
- Liban (4)
- Niemcy (4)
- Serbia (4)
- Słowenia (3)
- Włochy (4)

## Wyniki
| Мiejsce | Reprezentacja        | Zawodnicy                                               | Czas                            | Pkt           |
| ------- | -------------------- | ------------------------------------------------------- | ------------------------------- | ------------- |
| 1       | Włochy               | Giuliano Razzoli Massimiliano Blardone Alexander Ploner | 5:03,80 1:39,36 1:41,86 1:42,58 | 195 100 50 45 |
| 2       | Słowenia             | Andrej Jerman Danilo Klinar Miha Vindisar               | 6:07,02 1:45,19 2:10,59 2:11,24 | 84 36 26 22   |
| 3       | Serbia               | Vladislav Mandic Denieł Pesic Darco Jeremic             | 7:15,54 2:10,21 2:31,74 2:33,59 | 56 29 14 13   |
| 4       | Bośnia i Hercegowina | Narcis Hujic Jasmin Hujic Darko Bosnjak                 | 7:33,08 2:19,47 2:22,51 2:51,10 | 41 18 16 7    |
| 5       | Liban                | Andre Najem Edouard Geagea Charbel Becherawi            | 7:42,72 2:31,17 2:34,34 2:37,21 | 36 15 11 10   |

Źródło: CISM 2010